# فوجیوارا نو کیوکو
فوجیوارا نو کیوکو (به ژاپنی: 藤原 聖子 Fujiwara no Kiyoko)؛ ۱۱۲۲ – ۱۱۸۲) کوگو، همسر امپراتور سوتوکو اهل ژاپن بود.